# Бистра (Врхника)
Бистра (словен. Bistra) — поселення в общині Врхника, Осреднєсловенський регіон, Словенія. 
Висота над рівнем моря: 291,2 м.